# عصر سکولار

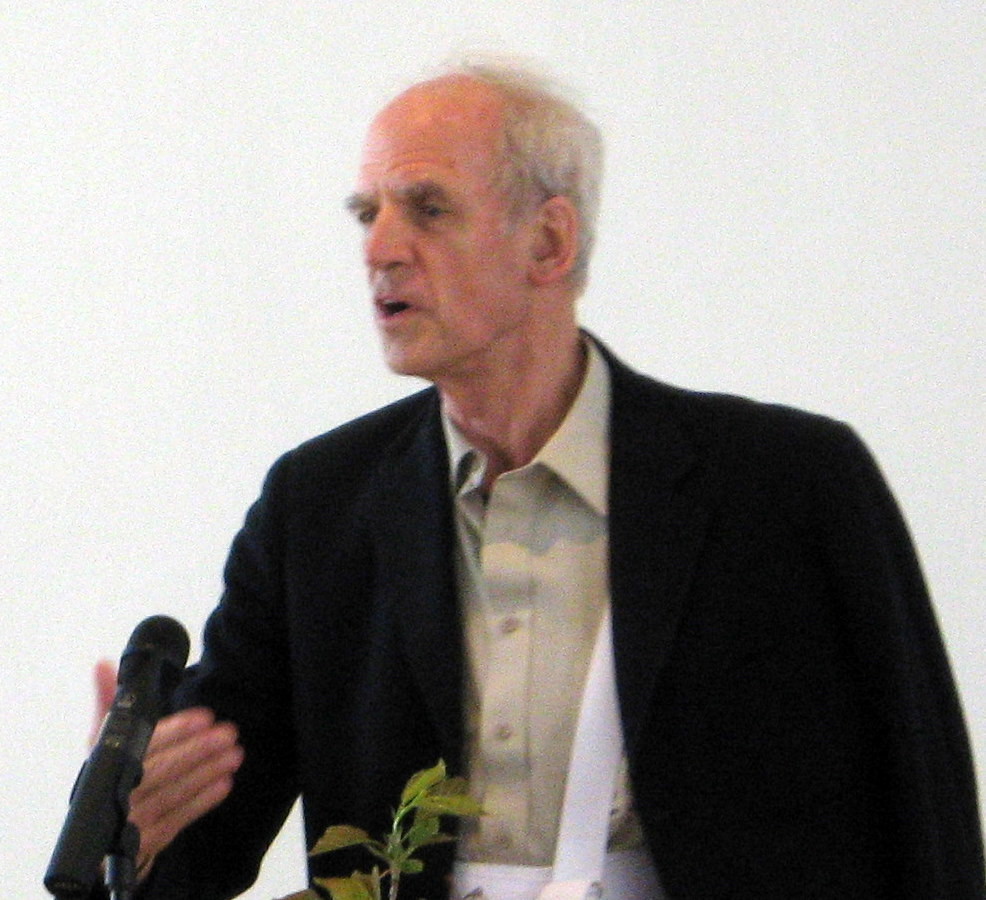
عصر سکولار

عصرِ سکولار (به انگلیسی: A Secular Age) کتابی از چارلز تیلور است که در سالِ ۲۰۰۷ میلادی به توسّط انتشارات دانشگاه هاروارد منتشر شد. این کتاب به دنبال ارائهٔ تعریفی از سکولاریته بر مبنای رویکرد تاریخی با نگاه به کشورهای آتلانتیک شمالی است.
تا چند قرن پیش جهان‌بینی غالب در کشورهای آتلانتیک شمالی جهان‌بینی مسیحی بود. حتی امکان تصور نوعی جهان‌بینی بدون خدا برای اکثر مردم وجود نداشت. اما فرهنگ این کشورها طی این چند قرن به گونه‌ای متحول شده‌است که حالا انواع گوناگون جهان‌بینی‌ها برای اکثر مردم قابل درک و تصور است. از نظر تیلور این تحول به میانجی‌گری دئیسم امکان‌پذیر شده‌است.
چارلز تیلور اشکال تاریخی سکولاریسم را به سه نوع تقسیم‌بندی می‌کند. سکولاریسم نوع اول به معنی سکولاریزه شدن فضاهای عمومی است، سکولاریسم نوع دوم به افول عقاید و رسومات مذهبی منجر می‌شود و سکولاریسم نوع سوم شرایطی را فراهم می‌سازد که بی‌دینی به عنوان یک گزینهٔ قابل قبول به لحاظ فرهنگی و اجتماعی مطرح می‌گردد.